# Империя света

Империя света II (1950), Нью-Йорк

Империя света (фр. L'Empire des lumières) — серия картин Рене Магритта, изображающих парадоксальный образ ночного пейзажа под дневным небом. Состоит из 27 работ (17 картин написаны маслом и 10 ― гуашью), созданных художником в период с 1940-х по 1960-е годы. «Империя света» не планировалась Магриттом как единая серия ― эти полотна никогда не демонстрировались вместе и изредка выставляются небольшими группами.

## Описание
Искусствовед Федерико Дзери утверждает, что художник при создании «Империи света» вдохновлялся работами Джона Эткинсона Гримшоу, английского художника викторианской эпохи. Некоторые считают, что на стиль Магритта повлияли картины бельгийского символиста Вильяма Дегува де Нункве. Уильям Рубин провёл параллель между «Империей света» и творчеством Макса Эрнста в технике фроттажа.
Магритт прокомментировал картины в телеинтервью в 1956 году:
Для меня концепция картины — это идея одной или нескольких вещей, которые могут стать видимыми через моё полотно. Понятно, что не все идеи являются концепциями для картин. Очевидно, что идея должна быть достаточно стимулирующей для меня, чтобы я взялся за точное отображение вещей, которые я вообразил. Замысел в картине не виден: мысль глазами не увидишь. Таким образом, я соединил в «Империи света» разные понятия, а именно — ночной пейзаж и небо во всей красе дневного света. Пейзаж склоняет нас к мысли о ночи, небо — о дне. По моему мнению, это одновременное явление дня и ночи обладает силой удивлять и очаровывать. И эту силу я называю поэзией. Если я верю, что это заклинание обладает такой поэтической силой, то это потому, что, среди прочего, я всегда чувствовал наибольший интерес к ночи и дню, но никогда не отдавал предпочтения ни тому, ни другому. Этот большой личный интерес ко дню и ночи есть чувство восхищения и удивления.

## Коммерческая судьба
Одна из картин серии, датируемая 1954 г., была продана 19 ноября 2024 года на аукционе Christie’s в Нью-Йорке за рекордную для работ Магритта цену $121,2 млн. Картина входила в коллекцию Мики Эртеган, коллекционера и дизайнера интерьеров, а новым владельцем стал анонимный покупатель. Магритт стал одним из 16 художников, единичная стоимость картины которых преодолела отметку в $100 млн. До этого самой дорогой работой Магритта была картина из этой же серии, написанная в 1961 г. Её продали в 2022 г. на аукционе Sotheby’s в Лодоне за £59.42 млн ($79.24 млн).

## Список картин (неполный)
- Удача (1939), гуашь, 33,6 x 40,6 см, Музей Бойманса — ван Бёнингена, Роттердам
- Империя света (1948), 100 x 80 см, частная коллекция, Брюссель
- Империя света II (1950), 79 x 99 см, Музей современного искусства, Нью-Йорк
- Империя света III (1951), 78,7 x 66 см, коллекция Билла Александра, Нью-Йорк
- Империя света (1953), 37 x 45 см, коллекция Арнольда Вайсбергера, Нью-Йорк
- Империя света (1954), 195,4 x 131,2 см, Коллекция Пегги Гуггенхайм, Венеция
- Империя света VIII (1954), 129,9 x 94,6 см, Коллекция Менил[англ.], Хьюстон
- Империя света (1954), 146 x 114 см, Королевские музеи изящных искусств, Брюссель
- Империя света (1958), 49,5 x 39,5 см, Нью-Йорк
- Божья гостиная (1958), 43 x 59 см, коллекция Арнольда Вайсбергера, Нью-Йорк
- Империя света (1961), 114 x 146 см, частная коллекция, Брюссель
- Империя света (дата неизвестна), частная коллекция, Брюссель
- Империя света (1967, не завершена), 45 x 50 см, Музей Магритта, Брюссель

Все перечисленные здесь работы, кроме «Удачи», написаны маслом.